# Darryl Kile
Darryl Andrew Kile (2 décembre 1968 - 22 juin 2002) fut un lanceur droitier dans la Ligue majeure de baseball entre 1991 et 2002. Il a joué avec trois équipes : les Astros de Houston, les Rockies du Colorado et les Cardinals de Saint-Louis.

## Débuts avec Houston
Kile fut sélectionné lors du 30e tour de la draft en 1987. Pendant son premier match, il a enregistré 6 manches sans permettre un coup sûr mais le gérant voulait protéger le bras de son lanceur. Ce n'était qu'à la 9e manche que le lanceur de relève Curt Schilling a permis un coup sûr. Cette saison, Kile a gagné 7 parties pour 11 défaites. Sa première saison notable fut en 1993: 15 victoires pour 7 défaites, il fut élu à l'équipe des étoiles pour la première fois. Le 8 septembre il a enregistré son seul no-hitter contre les Mets de New York. En 1997 il a gagné 19 parties et fut encore élu à l'équipe des étoiles. Il a commencé la première partie de la Série de divisions de la Ligue nationale et l'a perdue 2 points à 1. À la fin de la saison, il a fini 5e lors du vote pour le trophée Cy Young

## Carrière avec Colorado et Saint-Louis
Kile a joué deux saisons avec les Rockies du Colorado à Coors Field, un stade fameux réputé pour être favorable aux frappeurs. Il a gagné 21 parties pour 30 perdues, avec une moyenne de points mérités près de 6,00. En 1999 il fut acquis par les Cardinals de Saint-Louis. Là il a gagné 20 parties lors de sa première saison, fut encore élu à l'équipe des étoiles et a fini 5e lors du vote pour le trophée Cy Young. Il a gagné 16 parties pour 11 perdues lors de la saison suivante. 

### Décès
Le 22 juin les Cardinals se préparaient pour leur partie contre les Cubs de Chicago. Kile était le lanceur partant prévu. Les Cardinals ont remarqué que Kile n'était pas là et sont allés à son hôtel pour le voir. Ils l'ont trouvé mort à cause d'une crise cardiaque à l'âge de 33 ans. La partie fut annulée par la LMB. 
Les Cardinals ont célébré Kile avec un signe sur le mur où les lanceurs se préparent: DK 57 (ses initiales et le numéro de son uniforme). Ce signe a été transféré au nouveau stade Busch Stadium. À la fin de la saison en 2002, les Cardinals ont gagné la division Centrale, et Albert Pujols a apporté l'uniforme de Kile sur le terrain pour le montrer aux fans. À la suite des règles, Kile fut nommé pour le Temple de la renommée du baseball mais n'a reçu que sept votes. Pendant sa carrière, il n'a jamais raté une partie comme lanceur partant.
Kile était le premier joueur de la Ligue majeure à mourir pendant une saison depuis Thurman Munson en 1979. Incinéré, ses cendres sont remises à la famille.